# Lamprocryptus semirufus
Lamprocryptus semirufus là một loài tò vò trong họ Ichneumonidae.